# Sphagnum squarrosum
Sphagnum squarrosum là một loài rêu trong họ Sphagnaceae. Loài này được Crome mô tả khoa học đầu tiên năm 1803.

## Hình ảnh

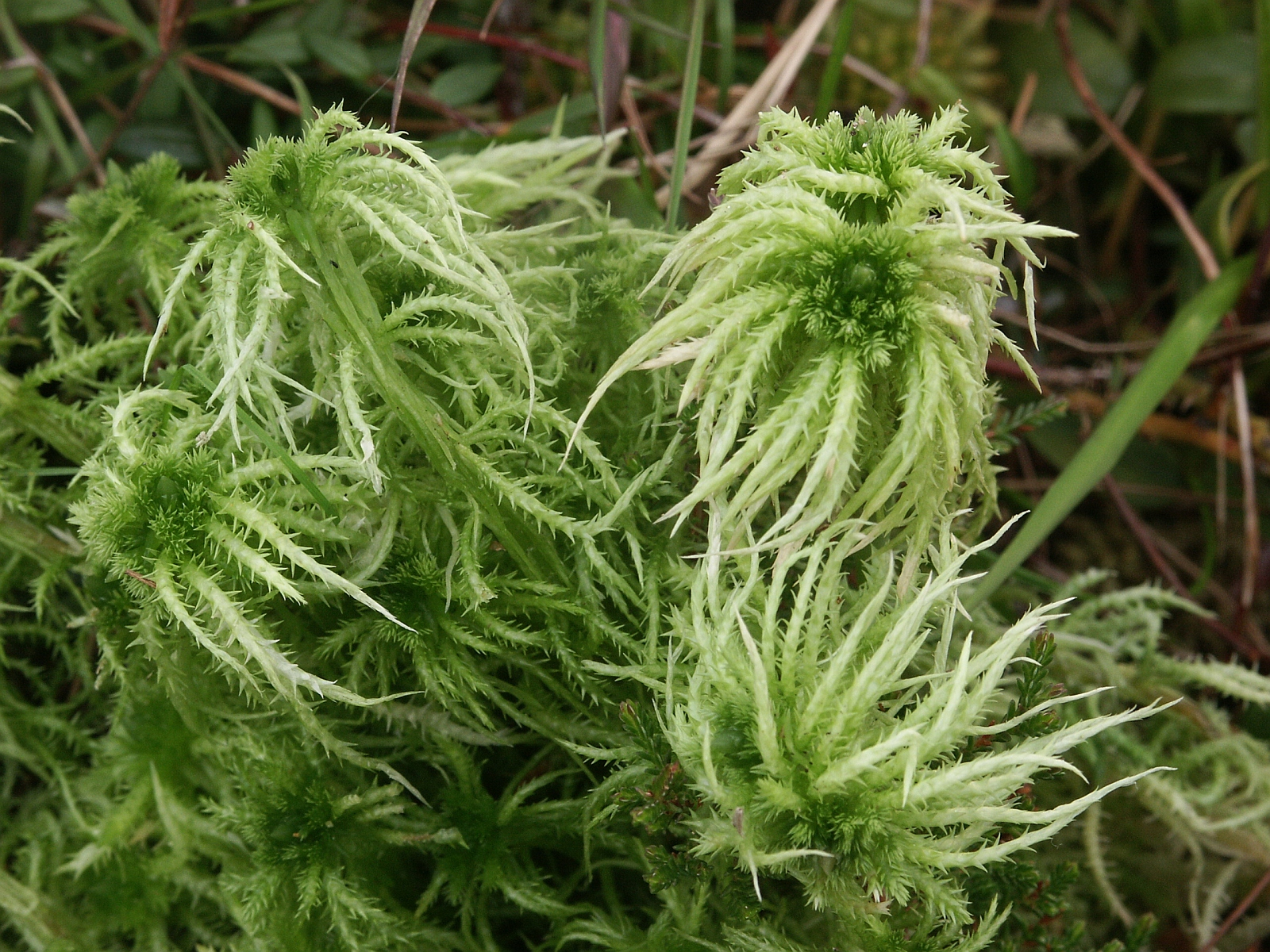
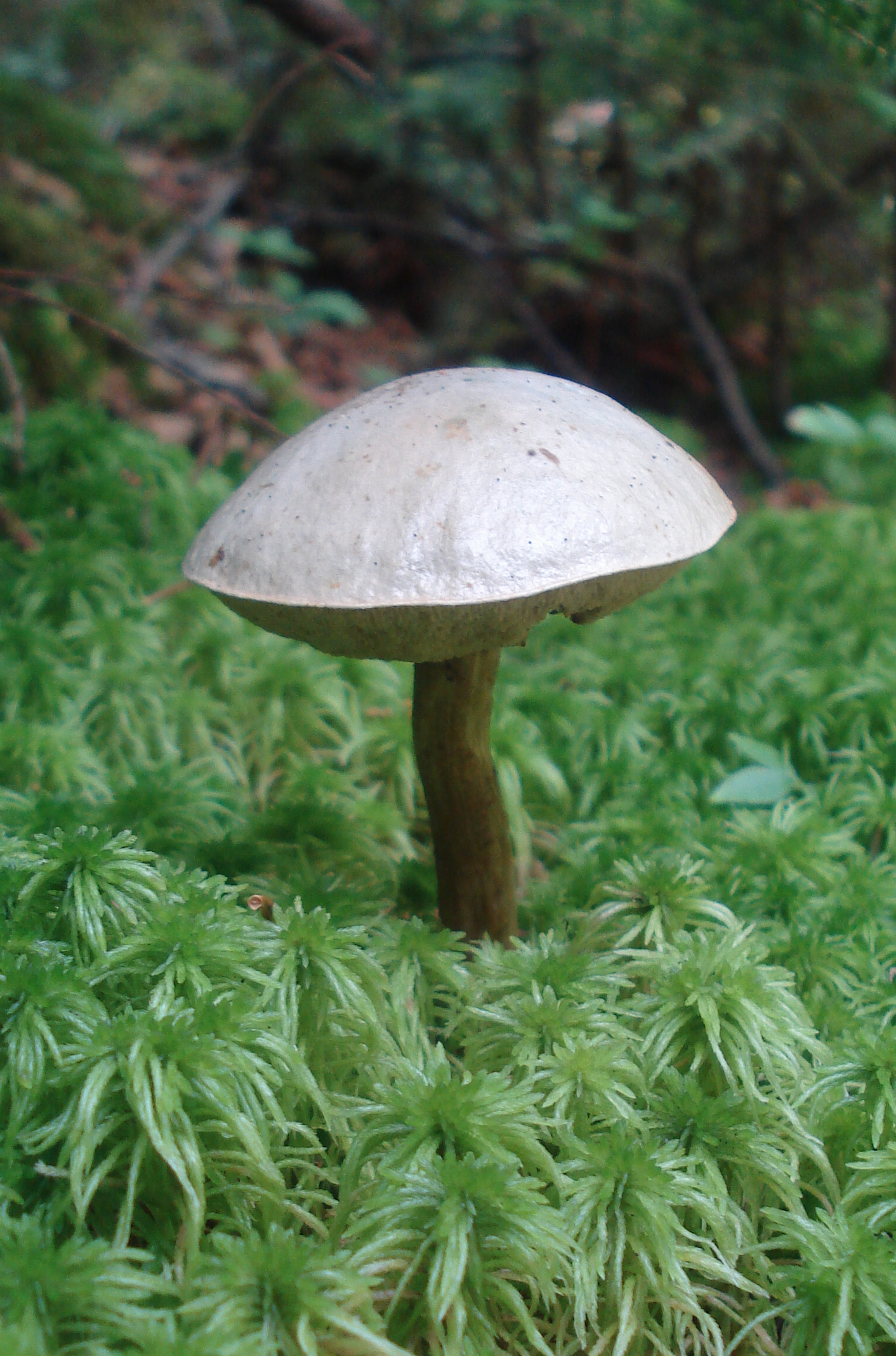
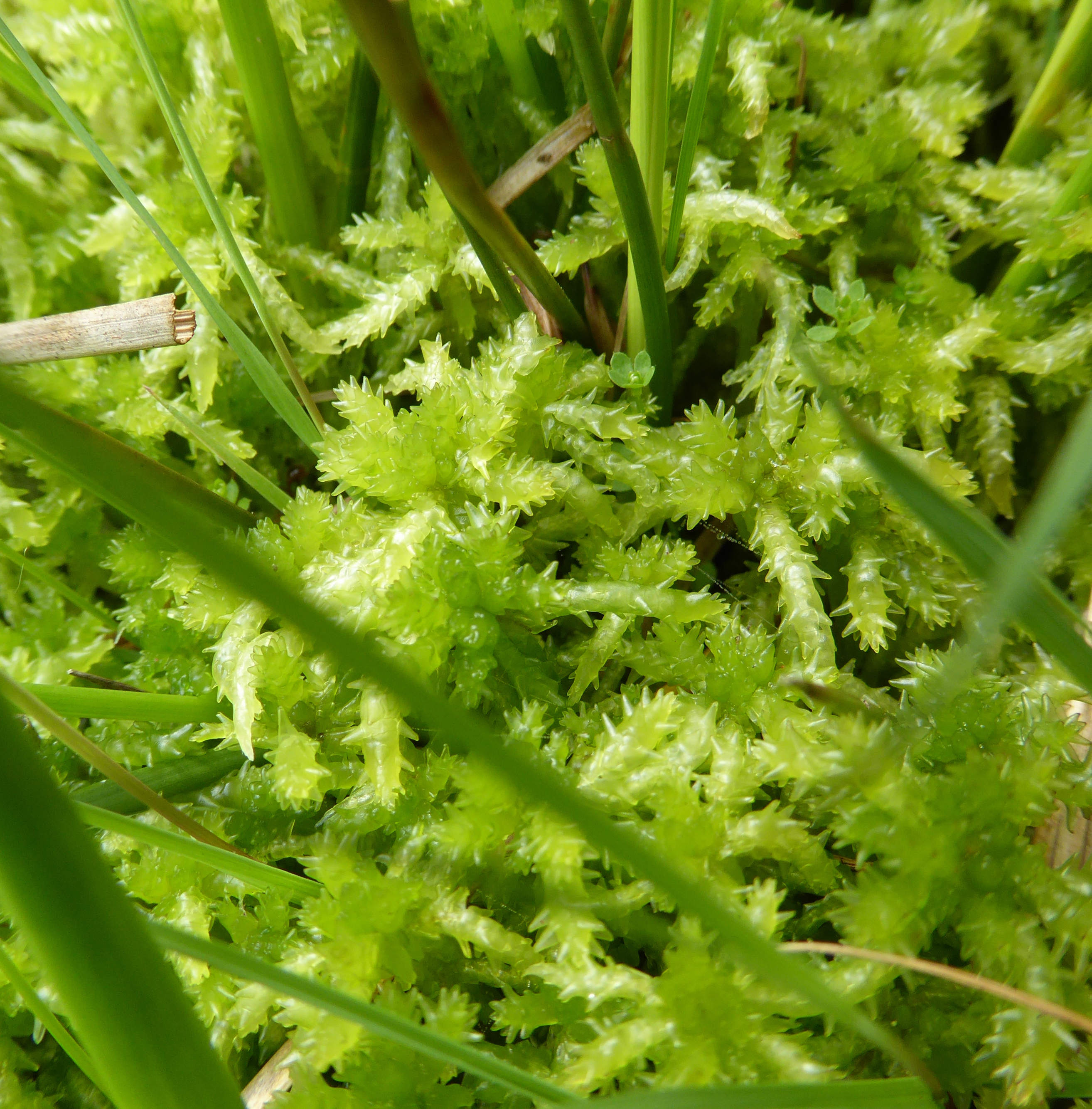
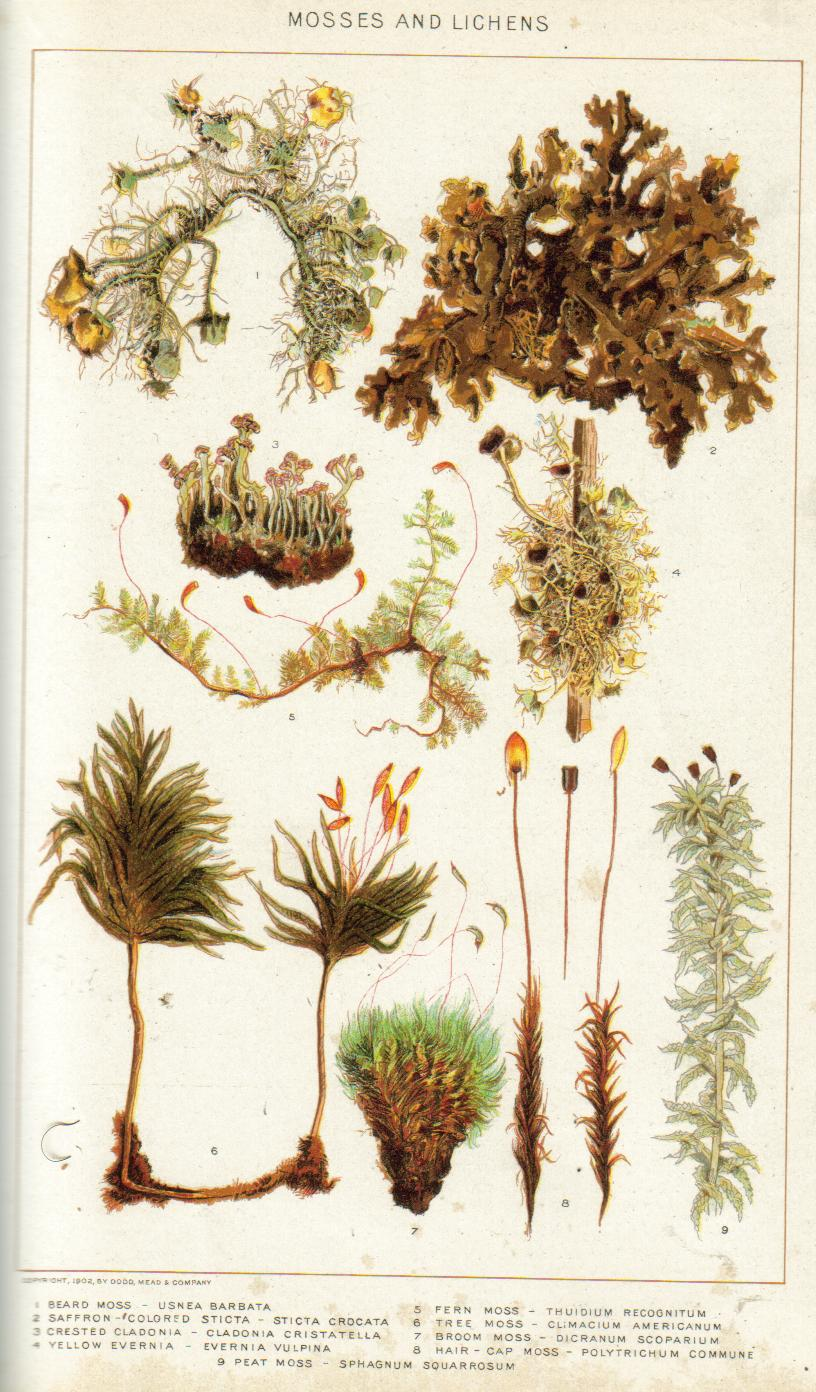